# Philippe Druillet

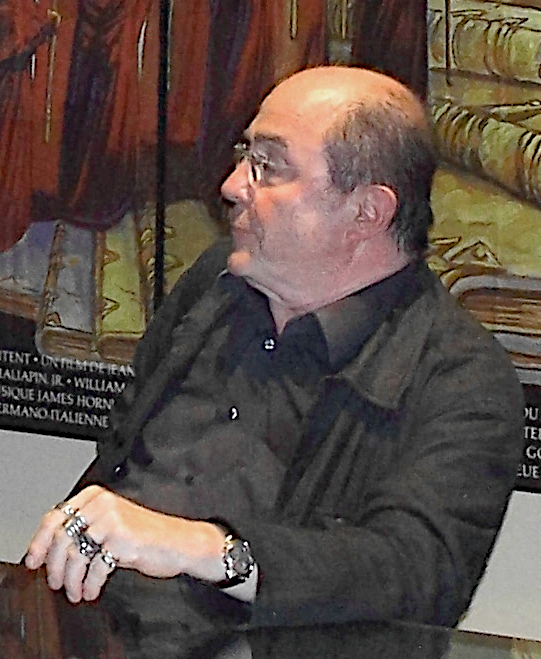
Philippe Druillet (2007)

Philippe Druillet (* 28. Juni 1944 in Toulouse) ist ein französischer Comicautor und Comiczeichner. Außerdem entwirft er die Optik von Computerspielen, ist Autor, Filmemacher, Regisseur und Schauspieler. Er ist Mitgründer der Zeitschrift Métal hurlant und des Verlags Les Humanoïdes Associés.

## Leben und Wirken
Philippe Druillet wuchs in Spanien auf. Sein Vater, Victor Druillet, ein überzeugter Faschist, faschistischer Spanienkämpfer und Vichy-Polizeichef, war aus dem Vichy-Rückzugsort Sigmaringen mit seiner Frau Denise Druillet und ihm nach Figueres geflohen. In Frankreich war im Januar 1945 ein Todesurteil in Abwesenheit gegen beide Eltern gefällt worden. Sein Vater starb in Spanien als Druillet sieben Jahre alt war. Als Jugendlicher begann Druillet Geschichtsbücher zu lesen und sich kritisch mit der Vergangenheit seiner Eltern auseinanderzusetzen. Dabei geriet er in Streit mit seiner Mutter. 1952 ging er nach Frankreich zurück, mit seiner Mutter, die bis ans Ende ihres Lebens an faschistischen und antisemitischen Überzeugungen festhielt, hatte er gebrochen.
Zu Beginn seines Schaffens arbeitete Druillet zunächst als Fotograf. 1966 erschien sein erstes Comicalbum mit der Figur Lone Sloane. 1975 gründete er mit Jean-Pierre Dionnet, Bernard Farkas und Moebius die Comic-Zeitschrift Métal hurlant, die bald auch als „Heavy Metal“ und „Schwermetall“ im englischen und deutschen Sprachbereich vertrieben wurde. Neben Philippe Druillet sind die Hauptautoren Moebius und Richard Corben.
Der österreichische Science-Fiction-Autor Herbert W. Franke würdigte Druillet als Comicautor und -zeichner wie folgt: „Die einschneidende Erneuerung kam in den siebziger Jahren aus Europa, vor allem mit zwei französischen Zeichnern: Philippe Druillet und Moebius. Druillet, zwischen gotischem Horror und barocker Science-fiction angesiedelt, sprengt den traditionellen Rahmen der Comic strips und eröffnet dem Leser ein wahnsinniges und gigantisches Universum, in dem der Mensch keinen Platz findet.“

## Werke
- mit David Alliot: Delirium, autoportrait. Les Arènes, Paris 2014, ISBN 978-2-35204-298-3.

## Auszeichnungen
- 1972: European SF award for Comics für Lone Sloane auf der ersten Eurocon in Triest, Italien[2]
- 1988: Grand Prix de la Ville d’Angoulême am Festival International de la Bande Dessinée d’Angoulême
- 1990: ESFS Hall of Fame (best artist) auf der Eurocon in Fayence, Frankreich[3]
- 1996: Grand Prix National des Arts Graphiques, Frankreich
- 1997: Ordre des Arts et des Lettres (Komtur)[4]